# Jean Baptiste Vanmour
Jean-Baptiste Vanmour (van Mour) (* 9. Januar 1671 in Valenciennes; † 22. Januar 1737 in Konstantinopel) war ein flämisch-französischer Maler. Er war  für seine detailgetreuen Darstellungen des Lebens im Osmanischen Reich unter der Herrschaft  von Sultan Ahmed III. bekannt. Vanmour wird in erster Linie als der Künstler der Diplomatie und Kleidung bezeichnet.

## Leben
Der Maler stammte aus der flämischen Stadt Valenciennes, die im Jahr 1671 den spanischen Niederlanden angehörte. Seit 1678 gehört die Stadt allerdings zu Frankreich. Jean-Baptiste Vanmour studierte Malerei im Atelier von Jacques-Albert Gérin. Daraufhin wurde Charles de Ferriol, der französische Botschafter von Louis XIV., auf ihn aufmerksam und bewunderte dessen Werke. Im Jahre 1699 sollte De Ferriol als französischer Botschafter in Konstantinopel eingesetzt werden. Folglich lud er den Künstler ein, ihn dorthin zu begleiten. Er wurde vom Botschafter beauftragt, hunderte Porträts und Gemälde der Einheimischen zu malen.

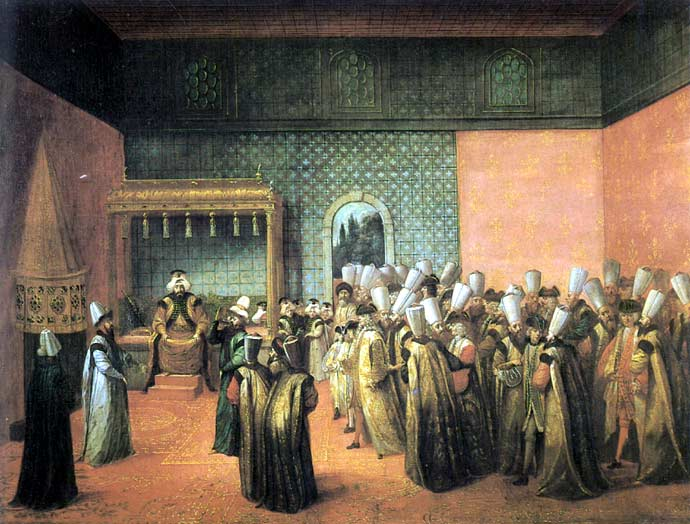
Audienz mit dem Sultan Ahmed III. am 10. Oktober 1724, Musée des Beaux-Arts de Bordeaux

Charles de Ferriol kehrte im Jahre 1711 zurück nach Frankreich. Vanmour entschied sich allerdings dazu, in Konstantinopel zu bleiben, und arbeitete nun für zahlreiche andere Diplomaten im Osmanischen Reich. In der Zwischenzeit entschied sich der Botschafter De Ferriol dazu, ein Buch mit hunderten Gravuren nach Vanmours Gemälde zu erstellen. Dieses Buch wurde 1714 veröffentlicht und trug den Titel Recueil de cent estampes représentant différentes nations du Levant. Das Buch wurde sehr erfolgreich in Europa und wurde in fünf Sprachen übersetzt. 1725 wurde Jean-Baptiste Vanmour der Ehrentitel „Peintre Ordinaire du Roy en Levant“ verliehen, in Anerkennung seiner Bedeutung für die französische Regierung. Später im Jahre 1727 bat der holländische Botschafter Cornelis Calkoen den Künstler, die Audienz mit dem Sultan Ahmed III. am 10. Oktober 1724 auf Leinwand festzuhalten. Vanmour durfte den Palast während dieser Begebenheit betreten und den Botschafter begleiten. Cornelis Calkoen nahm zahlreiche Gemälde von Jean Baptiste Vanmour mit, als er zum Botschafter für die Niederlande in Dresden ernannt wurde. In seinem Testament von 1762 verbot er seinen Erben den Verkauf der Werke von Vanmour. Diese sind heute Teil der Sammlung des Rijksmuseums.
Jean-Baptiste Vanmour befand sich trotz seiner großen Erfolge gegen Ende seines Lebens in schwierigen finanziellen Verhältnissen. Er lebte und malte bis zu seinem Tod 1737 in Konstantinopel.